# Liste des comtes de Vintzgau

## PériodeCarolingienne
- Hado de Vintzgau.
Comte de Vintzgau(?-?).
- Gérold Ier (v725,v786), Fils de Hado de Vintzgau et de Gerniu de Suevie, beau-père de Charlemagne.
Comte de Vintzgau (?-786).